# François Simon (polític)
François Simon (Steinfort, 10 de setembre de 1887 - Ciutat de Luxemburg, 9 d'octubre de 1965) fou un enginyer i polític luxemburguès.
Llicenciat en enginyeria de ponts i calçades, realitzà les tasques de director des de 1933. Com a militant del Partit Popular Social Cristià (CSV), fou elegit diputat i, durant el gabinet Dupong-Schaus-Bodson, exercí de Ministre d'Economia i Agricultura de Luxemburg. El mandat del càrrec comprengué des del 2 de setembre de 1950 fins al 3 de juliol de 1951, data en què dimití per qüestions de salut i fou rellevat pel socialista Michel Rasquin. El setembre de 1960 fou president de Protecció civil.

## Condecoracions
- Comandant amb corona de l'Orde d'Adolf de Nassau (promoció 1951)[1]
- Comandant de l'Orde de la Corona de Roure (promoció 1950)[2]
- Oficial de la Legió d'Honor (promoció 1949)[3]